# Crambidia candida
Crambidia candida är en fjärilsart som beskrevs av Edwards 1874. Crambidia candida ingår i släktet Crambidia och familjen björnspinnare. Inga underarter finns listade i Catalogue of Life.